# مشق عشق
مشق عشق یک مجموعه تلویزیونی محصول سال ۱۳۸۳ به کارگردانی بهرام بهرامیان، نویسندگی فلورا سام و تهیه‌کنندگی مجید اوجی می‌باشد که از شبکه یک پخش شد.

## خلاصه داستان
داستان مجموعه هم دربارهٔ والیبالیست جوانی به نام امید است که بر اثر حادثه‌ای از ناحیه پا فلج می‌شود. در این میان اطرافیانش تلاش می‌کنند تا او را به جریان عادی زندگی بازگردانند.

## بازیگران
- لاله اسکندری
- حسن جوهرچی
- کورش تهامی
- شیرین بینا
- مجید مظفری
- برزو ارجمند
- ژاله علو
- محمود عزیزی
- کمند امیرسلیمانی
- آفرین عبیسی
- مژگان ربانی
- آرتمیس ورزنده
- سالومه سیدنیا

## جوایز و نامزدها
| ۱۳۸۵ | نهمین جشن حافظ |                                 |              |          |
| ۱۳۸۵ | نهمین جشن حافظ | بهترین بازیگر زن درام تلویزیونی | لاله اسکندری | نامزدشده |